# 42 Dugg
42 Dugg, właśc. Dion Marquise Hayes (ur. 25 listopada 1994 w Detroit) – amerykański raper, piosenkarz i autor tekstów z Detroit w stanie Michigan. Najbardziej znany jest ze współpracy z amerykańskim raperem Lil Baby, w tym z ich wspólnych piosenek „Grace” i „We Paid”, które znalazły się w pierwszej dziesiątce listy przebojów Billboard Hot 100.

## Wczesne życie
Hayes urodził się we wschodniej części Detroit, 25 listopada 1994 r. Poznał innego artystę hip-hopowego Lil Baby'ego w 2017 roku. Hayes ukończył Legacy Christian Academy w 2017 roku.

## Kariera
Hayes po raz pierwszy zyskał popularność dzięki swoim utworom „The Streets” i „STFU”. Po zaprzyjaźnieniu się z Lil Baby, podpisał kontrakt z jego wytwórnią 4PF oraz wytwórnią CMG należącą do rapera Yo Gotti. 42 Dugg zwrócił na siebie większą uwagę, kiedy pojawił się w utworze Lil Baby'ego „Grace” z lutego 2020 r., Który zadebiutował na 48 miejscu listy Billboard Hot 100. Wystąpił także w kolejnym utworze Lil Baby'ego o nazwie „We Paid” w maju 2020 r. Który zajął miejsce 10 na liście Billboard Hot 100. Zwiększyło to sprzedaż jego mixtape'u Young & Turnt 2, który osiągnął 58. miejsce na liście Billboard 200. Hayes pojawił się gościnnie również w piosenkach Marshmello, Lil Keeda, Meek Milla, Blac Youngsta, Big Seana, TI, Kaash Paige, Tory Laneza i Mulatto.
21 lutego 2021 r. w Atlancie w stanie Georgia doszło do strzelaniny podczas kręcenia teledysku Roddy'ego Riccha i 42 Dugga, w wyniku której trzy osoby zostały ranne. W maju 2021 roku Billboard nazwał 42 Dugga „R&B/Hip-Hop Nowicjuszem Miesiąca”. W tym samym tygodniu, 21 maja 2021, Dugg wydał 19-utworowy mixtape zatytułowany Free Dem Boyz. Projekt zawierał popularny singel „4 Da Gang” z udziałem Roddy'ego Riccha; a także inne gościnne występy Lil Durka, Rowdy Rebel i Fivio Foreign. Również w 2021 roku pojawił się w 2021 XXL Freshman Class.

## Problemy prawne
W dniu 10 marca 2020 roku Hayes został aresztowany pod zarzutem posiadania broni. Został zwolniony 17 marca
5 czerwca 2020 roku Hayes uciekł podczas kontroli policyjnej wynajętym SUV-em i przejechał znak stopu przez co spędził 2 miesiące ukrywając się przed policją. Policja schwytała Hayesa 4 sierpnia 2020 roku i oskarżyła go o przestępstwo trzeciego stopnia za ucieczkę przed policją. Został zwolniony za kaucją, wynoszącą 20 000 $.

## Dyskografia

### Mixtape'y
| Tytuł                                                    | Informacje                                                                                            | Pozycje na listach | Pozycje na listach | Pozycje na listach | Pozycje na listach |
| Tytuł                                                    | Informacje                                                                                            | USA                | USA R&B/HH         | USA Ind.           | USA Heat.          |
| -------------------------------------------------------- | --- | ------------------ | ------------------ | ------------------ | ------------------ |
| 11241 Wayburn                                            | - Wydany: 19 lipca 2018 - Wytwórnia: The Circle Entertainment - Format: Digital download, streaming   | —                  | —                  | —                  | —                  |
| Young and Turnt                                          | - Wydany: 15 marca 2019 - Wytwórnia: CMG, 4PF - Format: Digital download, streaming                   | —                  | —                  | 19                 | 4                  |
| Young & Turnt, Vol. 2                                    | - Wydany: 27 marca 2020 - Wytwórnia: CMG, 4PF - Format: Digital download, streaming                   | 58                 | 33                 | 6                  | —                  |
| Free Dem Boyz                                            | - Wydany: 21 maja 2021 - Wytwórnia: 4PF, Collective, Interscope - Format: Digital download, streaming | 8                  | 4                  | —                  | 36                 |
| „—” oznacza że mixtape nie był notowany na danej liście. | |                    |                    |                    |                    |

### EP
| Tytuł                | Informacje                                                                                          |
| -------------------- | --------------------------------------------------------------------------------------------------- |
| 11241 Wayburn, Pt. 2 | - Wydana: 25 lipca 2018 - Wytwórnia: The Circle Entertainment - Format: Digital download, streaming |